# Грб Забајкалске Покрајине
Грб Забајкалске Покрајине је званични симбол једног од субјеката Руске федерације са статусом покрајине — Забајкалске Покрајине. Грб је званично усвојен 11. фебруара 2009. године.

## Опис грба
У златном пољу лети црвеноглави орао са сребрним канџама и кљуном и у својим канџама држи лук и стријелу са сребрним перцима и сребрним врхом. Орао лети у правцу са лијева надесно. У доњој трећини штита налази се мањи хералдички штит са грбом града Чита, украшен са Александаровом траком по ивицама.
Исти грб био је и званични грб бивше Читинске области.